# Августинізм
Августині́зм — течія в християнській філософії, заснована богословом святим Августином.
Основні риси:
- Застосування платонізму та неоплатонізму до християнського віровчення;
- Віра є передумовою пізнання;
- Уявлення про людину як душу, що керує тілом;
- Розуміння зла як відсутності добра;
- Спасіння за Божою волею, а не через власні заслуги.

Протягом багатьох віків августинізм був головним вченням у католицькій церкві, зокрема поширеним серед ченців-францисканців. Проте в XIV столітті августинізм поступається своїм впливом томізму, надалі ставши офіційною теологією Ватикану. Також одним із провідників августинізму можна вважати протестантську Реформацію, розпочатою монахом-августинцем Мартіном Лютером
.